# Chavigny, Meurthe-et-Moselle
Chavigny är en kommun i departementet Meurthe-et-Moselle i regionen Grand Est (tidigare regionen Lorraine) i nordöstra Frankrike. Kommunen ligger i kantonen Neuves-Maisons som tillhör arrondissementet Nancy. År 2022 hade Chavigny 1 686 invånare.

## Befolkningsutveckling
Antalet invånare i kommunen Chavigny
| Referens: INSEE |